# Colors Infinity
Colors Infinity é um canal de televisão pago indiano lançado em 31 de julho de 2015, de propriedade da Viacom18 e operado pela Disney Star. Ele transmite principalmente programas populares dos Estados Unidos e do Reino Unido, juntamente com alguns programas originais para atrair a população de língua inglesa da Índia, a maior parte do sul da Ásia e do sudeste da Ásia. O canal foi co-curado por Karan Johar e Alia Bhatt.